# Mother of Mine ママに捧げる詩
『Mother of Mine ママに捧げる詩』（マザーオブマイン・ままにささげるうた）は、ニール・リードのシングル。1972年にロンドンレコード/キングレコードから発売された。

## 解説
スコットランド出身のニール・リードが12歳の時に発表されると、全英シングルチャートで2位となり、全世界でヒットした。また、同曲を収録したアルバムは、全英1位となり、最年少記録を達成。シングルは、英国で25万枚以上、全世界で250万以上を売上、その伸びやかなボーイソプラノが世界中で愛された。
日本では、1972年に発表され、40万枚のヒットとなり、同年のオリコン年間ランキングでは、22位にランキングした。その後、同曲発表の38年後の2010年6月30日に発売されたアルバム、「ニッポン洋楽ヒッツ」に収録され、世界で初めてCD化された。

## 収録曲
| #         | タイトル                          | 作詞               | 作曲               | 編曲      | 時間 |
| --------- | --------------------------------- | ------------------ | ------------------ | --------- | ---- |
| 1.        | 「Mother of Mine ママに捧げる詩」 | ビル・パーキンソン | ビル・パーキンソン |           | 3:57 |
| 2.        | 「歌が書けたら」                  | 不明               |                    |           | 2:46 |
| 合計時間: | 合計時間:                         | 合計時間:          | 合計時間:          | 合計時間: | 6:43 |

## カバー
日本においては、島田祐子や由紀さおりなど数多くの歌手がリリースした。